# 博士（医学）
博士（医学）（はくし いがく、英語: Doctor of Medicine）は、医学を修めた博士の学位である。
日本は、1991年（平成3年）に学位規則（昭和28年文部省令第9号）が改正されて「博士（医学）」が授与されているが、改正前は医学博士（いがくはくし）の名称で学位が授与された。1991年以降の授与者が「医学博士」を標榜する事例も散見される。医学博士は、1887年（明治20年）制定の学位令で、文部大臣が授与する5種類の博士の1つとして定められた。日本で最初に医学博士を授与されたのは、池田謙斎と田口和美（1888年）である。

## 日本
医学系研究科で、博士課程(4年制)を修めてあるいは論文審査を経て「博士（医学）」が授与される。大学や系列医療施設などは、人事昇任に際して博士号の有無が不文律で審査される事例も珍しくなかった。現在は医学以外の学部卒業者の「博士（医学）」も増加している。博士（医学）は英語でDoctor of Philosophy (Ph.D.)などと表記する。博士課程では無く、医学部専門課程(6年制)で授与される学士(医学)は略称M.D. (Doctor of Medicine) で、米国でメディカルスクール修了者に授与する専門職学位に相当する。従来より、両者は混同されやすく、M.D.を医学博士と誤訳している記事・書籍が少なくない。日本でも医学博士すなわち医師と混同されがちであったが、別個の資格である。

## アメリカ合衆国
- M.D. - ラテン語 Medicinæ Doctor

, 英語 Doctor of Medicine (D.M.) も同じ。
- Ph.D. - ラテン語 Philosophiæ Doctor, 英語 Doctor of Philosophy

4年制大学を卒業後に医科大学院の4年制医学課程を修了した者は「M.D.」、あるいは「D.O.」が授与され、学術系大学院修了者は「Ph.D.」が授与される。
メディカルスクールは、基礎医学課程を2年、臨床医学課程を1.5 - 2年修め、論文執筆に2 - 4年費やす。入学選考は大学の好成績、MCATの高スコア、研究や病院ボランティアなどの社会経験などが求められ、合格率は非常に低くて平均年齢は毎年20代半ばである。多くは全課程で全額奨学金と生活費が支給される。
ケース・ウェスタン・リザーブ大学 (Case Western Reserve University) は、アメリカで唯一例外の課程を設置する。
日本の博士号取得志望者に比して、アメリカはPh.D.志望者が多くない。
- D.O. - Doctor of Osteopathic Medicine, オステオパシー医学の医師
- D.C. - Doctor of Chiropractic, アメリカのPrimary health care providerの1つで、M.D.やD.O.と異なり保存療法を主として薬剤や外科的手法によらない。

## 欧州
イギリスのMDは、研究学位 (research degree) で、医学部及び外科医学部卒業者（MBBS, 学位取得者）などが履修する。ただし、外科医の場合は「ドクター」とは呼ばれない為、4年制の一貫制博士課程に準じる研究学位は修士号（MCh）となる
ドイツなど学位論文審査を含む医学課程を設置する大学もあり、専門職学位と研究学位の両方の要素を有する。